# Стоп! Стоп! Стоп!
«Стоп! Стоп! Стоп!» — песня украинской группы ВИА Гра из альбома «Стоп! Снято!», выпущенная в качестве сингла в марте 2002 года.

## История
Песня вышла в качестве сингла в марте 2002 года, клип на неё был выпущен в июне того же года, когда группа действовала в составе Анна Седокова — Алёна Винницкая — Татьяна Найник. Первоначальная версия песни в данном составе вошла как бонус в переиздание альбома «Попытка № 5». Для альбома «Стоп! Снято!» партии Алёны Винницкой были перепеты Анной Седоковой (таким образом, она исполняет всю песню, остальные участницы действующего на момент выхода альбома состава, Надежда Грановская и Вера Брежнева, подпевают ей в припеве). В «Стоп! Снято!» также вошли 3 ремикса на эту песню. В сентябре 2003 был выпущен дебютный англоязычный альбом группы, «Stop! Stop! Stop!», заглавной песней которого стала англоязычная версия песни «Стоп! Стоп! Стоп!», которая также была выпущена в качестве сингла и на которую был снят клип. На вышедшем в ноябре 2003 года альбоме «Биология» присутствуют две новые версии этой песни — «Стоп! Стоп! Стоп! (upbeat version)» и «Стоп! Стоп! Стоп! (R&B version)». Обе версии в англоязычных вариантах вошли в макси-сингл «Stop! Stop! Stop!». «Стоп! Стоп! Стоп! (upbeat version)» также исполнялась группой на концертах и выступлениях в телепрограммах, в том числе в «Тотальном шоу» на MTV Russia, где был презентован сингл «Биология» и где солистка «ВИА Гры» Анна Седокова озвучила название нового альбома.
В песне впервые большие сольные партии отдаются не только Алёне, но и новенькой Анне.

## Видеоклип
Пятый клип группы ВИА Гра. Снят по мотивам сочинений Зигмунда Фрейда. Именно в этом клипе группа впервые предстала как трио, а оно привлекло больше внимания людей и показало, что группа движется в правильном направлении. В клипе снялись Алёна Винницкая, Анна Седокова и Татьяна Найник. Съёмки прошли весной 2002 года в одном из киевских кафе и длились 12 часов.

### Англоязычная версия
В октябре 2003 года была снята англоязычная версия этого клипа под названием «Stop! Stop! Stop!», которая мгновенно покорила Юго—Восточную Азию. В этой версии принимали участие Анна Седокова,
Надежда Грановская, и Вера Брежнева. Сюжет почти полностью повторял сюжет русскоязычного клипа «Стоп! Стоп! Стоп!», но из состава, снявшегося в оригинальном клипе, присутствует только Анна Седокова.
Режиссёр обоих клипов — Семён Горов, оператор — Алексей Степанов.

### Сюжет

Солистки группы «ВИА Гра» в клипе на песню «Стоп! Стоп! Стоп!». Слева-направо: Анна Седокова, Алёна Винницкая и Татьяна Найник

Видео начинается с того, что Зигмунд Фрейд чиркает спичкой и закуривает сигару. В это время начинается музыка и кадры с курящим задумчивым Фрейдом смешиваются с кадрами летнего многолюдного города, девушки и парни идут, держась за руки, а их ягодицы, области гениталий, груди девушек, а также верхушки бананов и мороженого, которые они едят, скрыты с помощью пикселизации, несмотря на то, что в начале все люди идут по городу в одежде. Первую половину первого куплета Алёна поёт полулёжа на кушетке перед сидящим в кресле Фрейдом, вторую половину Анна поёт, сидя перед ним же на той же кушетке. Начиная с припева и всю оставшеюся часть песни Анна, Алёна и Таня поют, сидя на кушетке втроём, а позже танцуя в той же самой комнате, эти кадры продолжают чередоваться с крупными планами сидящего в кресле Зигмунда Фрейда и идущих по городу парней и девушек, которые, начиная со второго припева, начинают целоваться и раздеваться прямо на улице. Заканчивается видео показом портрета Зигмунда Фрейда авторства Макса Хальберстадта, и появляющейся на чёрном фоне надписью «„Мы — это наши желания“ — Зигмунд Фрейд».

## Официальные версии песни
- Стоп! Стоп! Стоп! (версия с альбома «Попытка № 5 (переиздание)»)
- Стоп! Стоп! Стоп! (версия с альбома «Стоп! Снято!»)
- Стоп! Стоп! Стоп! (disco house mix by YaD)
- Стоп! Стоп! Стоп! (latino mix by YaD)
- Стоп! Стоп! Стоп! (crystal pop mix by Master J)
- Стоп! Стоп! Стоп! (upbeat version)
- Стоп! Стоп! Стоп! (R&B version)
- Stop! Stop! Stop! (англоязычная версия песни)

## Награды
| Год  | Награда      | Категория    | Результат |
| ---- | ------------ | ------------ | --------- |
| 2002 | «Песня года» | Лучшая песня | Победа    |
| 2002 | «ZD Awards»  | Прорыв года  | Победа    |

## Участники записи
- Алёна Винницкая
- Татьяна Найник
- Анна Седокова